# Galleria Spada
La Galleria Spada è ospitata nell'omonimo palazzo, che si trova in piazza Capo di Ferro a Roma. Il palazzo è famoso anche per la sua facciata, e per la falsa prospettiva del Borromini. La galleria espone pitture del XVI e XVII secolo.
Di proprietà statale, dal dicembre 2014 il Ministero per i beni e le attività culturali la ha gestito tramite il Polo museale del Lazio, e dal dicembre 2019 attraverso la Direzione Musei statali di Roma.

## La finta prospettiva del Borromini

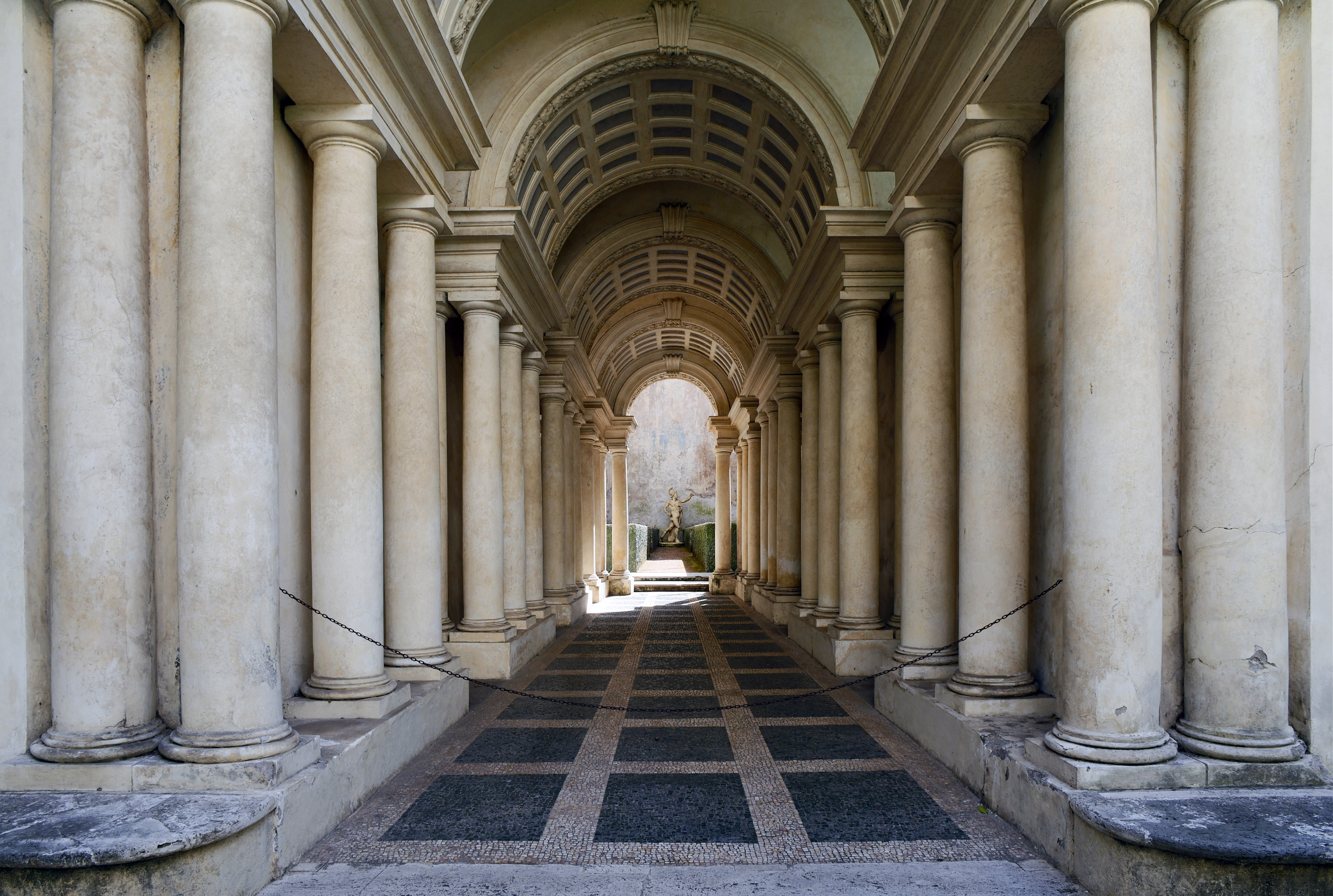
La Galleria prospettica del Borromini

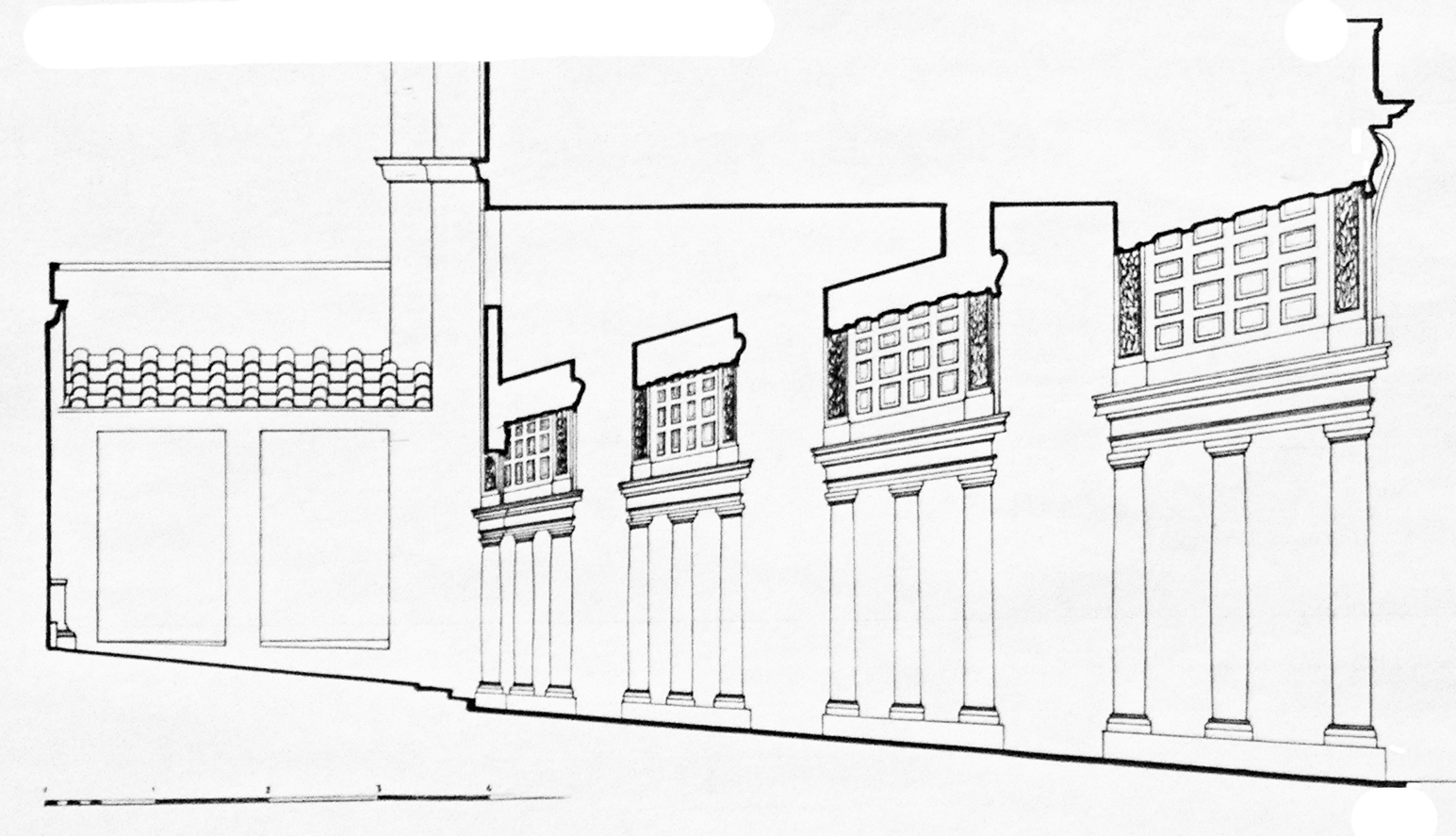
Sezione longitudinale della Galleria prospettica.

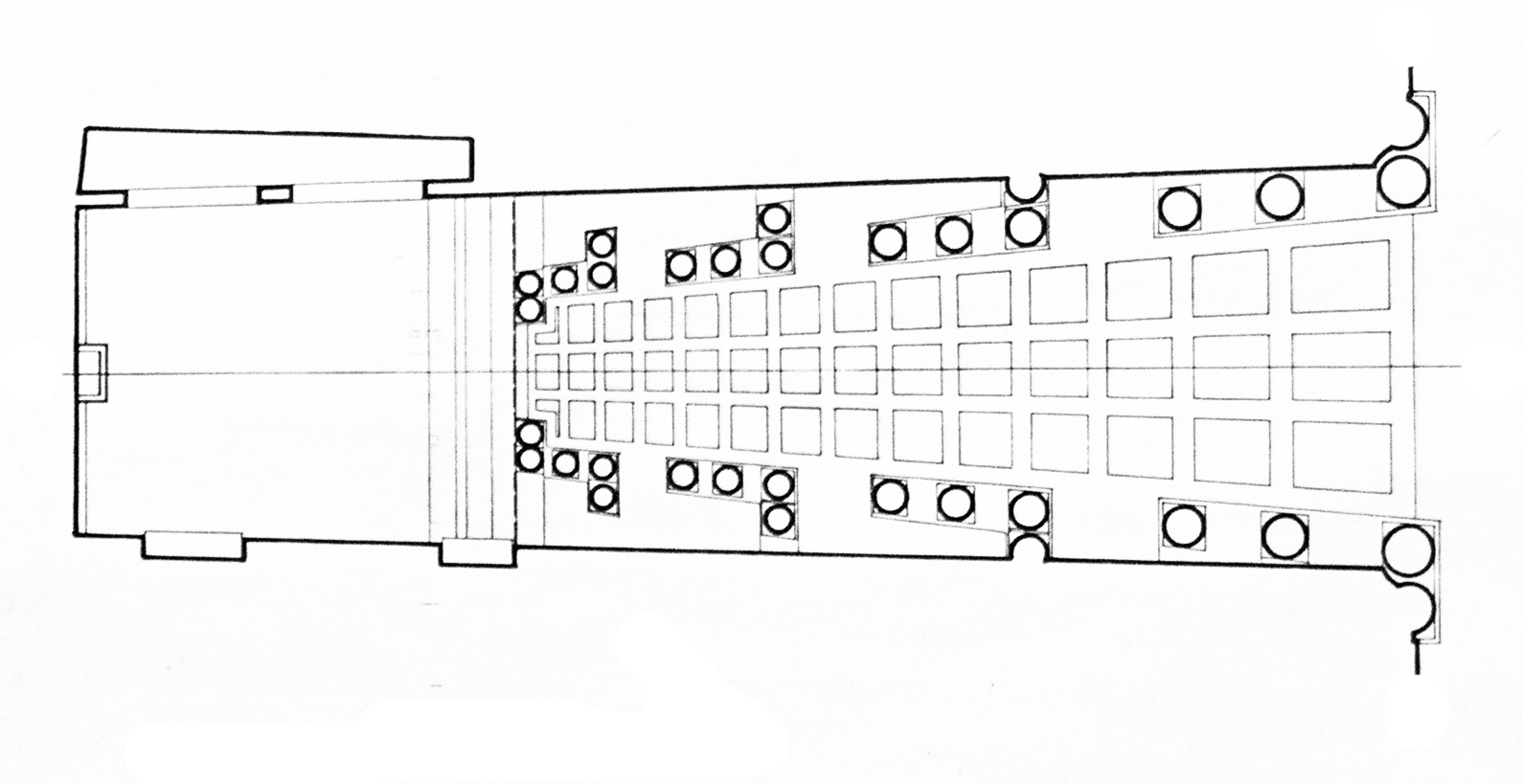
Pianta della Galleria prospettica.

Transitando nel cortile del Palazzo giungendo dall'ingresso principale, sulla sinistra si scorge, mediante un'apertura centrale sbarrata da un cancello in noce, la galleria con la prospettiva che si inoltra oltre il piccolo giardino di melangoli; la galleria si presenta nella sua forma attuale dopo gli ultimi restauri. La finta prospettiva è creata sull'illusione che la galleria sia lunga circa 35 metri, mentre in realtà è lunga 8,82 metri. L'illusione è dovuta al fatto che i piani convergono in un unico punto di fuga; così, mentre il soffitto scende dall'alto verso il basso, il pavimento mosaicato sale. Anticamente, sulla parete di fondo era disegnato un finto motivo vegetale che accentuava il senso prospettico. Attualmente sul fondale si trova il calco di una statuetta di guerriero di epoca romana, fatta aggiungere nell’Ottocento dal principe Clemente Spada e alta solo 60 centimetri, ma che vista dall'ingresso sembra di grandezza naturale. La galleria fu costruita in un solo anno, tra il 1652 e il 1653, da Borromini, aiutato dal Padre agostiniano Giovanni Maria da Bitonto. La Galleria è frutto dell'interesse di Bernardino Spada per la prospettiva e i giochi prospettici: egli probabilmente attribuiva a questa galleria il significato dell'inganno morale e dell'illusione delle grandezze terrene. Inizialmente la galleria presentava degli affreschi di Giovanni Battista Magni, in seguito sostituiti da un colonnato.

## La storia
La Galleria - dal dicembre 2014 in gestione al Polo Museale del Lazio - fu fondata nel 1927, dopo che lo Stato Italiano, nel novembre dell'anno precedente, l'aveva acquistata, e la formò in Palazzo Spada insieme al Consiglio di Stato. Negli anni quaranta del XX secolo, a causa della guerra, fu chiusa. Nel 1948, Federico Zeri divenne Direttore della Galleria Spada: egli si impegnò e recuperò la maggior parte dei dipinti, allora dispersi in vari luoghi, grazie all'interessamento dell'allora sovrintendente delle Gallerie di Roma Achille Bertini Calosso. Quando la Galleria venne riaperta nel 1951, Zeri ne curò il riordino, compilando il Catalogo delle opere facenti parte del Museo, ancor oggi una pietra miliare per gli studi della Storia dell'Arte del Barocco Romano. Zeri cercò di ricreare nelle quattro sale del museo il primitivo aspetto sei-settecentesco, pertanto oggi la Galleria Spada si presenta come un esempio superstite di pinacoteca antica. I quadri sono disposti sulle pareti in file successive e si integrano con gli arredi, i mobili e le sculture del museo. La maggior parte delle opere esposte deriva dalla collezione di Bernardino Spada e, in misura minore, da altre collezioni, tra cui quella di Virgilio Spada.

### Struttura museale
Il museo è sito al primo piano del palazzo, nell'ala appartenuta al cardinale Girolamo Capodiferro, che lo aveva fatto costruire su edifici preesistenti di proprietà della famiglia dal 1548
Sala I
Viene chiamata Stanza dei Papi, per via delle cinquanta iscrizioni illustranti la vita di alcuni pontefici, volute dal cardinale Bernardino. Viene chiamata anche Stanza del Soffitto Azzurro, per via del soffitto ricoperto da una tela turchina suddivisa in tanti piccoli vani detti camerini da verno. Le decorazioni del soffitto a cassettoni sono del 1777.
Sala II
Fu realizzata contemporaneamente alla III sala. Fu decorata nella zona alta delle pareti da fregi pitturati a tempera su tela da Perin del Vaga. Il resto delle pareti venne dipinto con boiseries oggi scomparse.
Sala III
Viene chiamata anche "Galleria del Cardinale". Fu progettata nel biennio 1636-37, insieme alla precedente, da Paolo Maruscelli per porvi la collezione di Bernardino Spada. Il soffitto è a travicelli. Alcune porte-finestre immettono in ballatoi, uno dei quali è munito di una ringhiera in ferro che si affaccia sul giardino grande.
Sala IV
Fu fatta edificare al posto di una terrazza in legno che prospettava sul giardino grande. In questa sala sono esposte opere di scuola caravaggesca.

### Opere conservate nel museo
Le opere più importanti sono:
- Andrea del Sarto (copia da): Visitazione
- Jan Brueghel il Vecchio: Paesaggio con mulini a vento
- Michelangelo Cerquozzi: Rivolta di Masaniello
- Giovan Battista Gaulli (il Baciccia): Trionfo del nome di Gesù, bozzetto per l'affresco del Gesù; Cristo e la samaritana
- Artemisia Gentileschi: Santa Cecilia; Madonna col Bambino
- Orazio Gentileschi: Davide con la testa di Golia
- Guercino: Morte di Didone e Ritratto del cardinale Bernardino Spada
- Giovanni Lanfranco: Caino e Abele
- Mastelletta: Favole
- Parmigianino (scuola): Tre teste
- Bartolomeo Passarotti: ritratti
- Mattia Preti: Cristo tentato da Satana; Cristo e l'adultera
- Guido Reni: Ritratto del cardinale Bernardino Spada; San Girolamo
- Pietro Testa: Allegoria della Strage degli Innocenti e Sacrificio di Ifigenia
- Tiziano: Ritratto di musico
- Francesco Trevisani: Festino di Marcantonio e Cleopatra
- Pieter van Laer (detto il Bamboccio): Burrasca; Notturno
- Domenichino: Ritratto virile (in precedenza attribuito anche ad Annibale Carracci)
- Gian Lorenzo Bernini: Busto del Laocoonte
- Niccolò Tornioli: Gli Astronomi

Inoltre opere di:
- Hans Dürer (fratello del grande Albrecht Dürer)
- Salvator Rosa
- Francesco Solimena

Interessante anche il mappamondo celeste e quello terrestre dei primi decenni del XVIII secolo, opere dell'olandese W. Blaeu.